# Hrabovo (přírodní rezervace)
Hrabovo je přírodní rezervace v oblasti Cerová vrchovina.
Nachází se v katastrálním území obce Kalinovo v okrese Poltár v Banskobystrickém kraji. Území bylo vyhlášeno v roce 1997 na rozloze 15,5271 ha. Rozloha ochranného pásma byla stanovena na 6,4626 ha.